# Cath Wallace

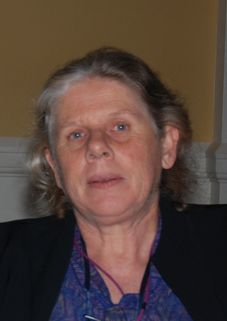
Cath Wallace in 2007

Catherine C."Cath"Wallace (sinh năm 1952) là một nhà môi trường và giáo dục New Zealand. Bà là một giảng viên kinh tế và chính sách công tại Đại học Victoria của Wellington, và đã hoạt động trong các tổ chức môi trường ở New Zealand. Bà được trao Giải Môi trường Goldman năm 1991 đối với những đóng góp cho việc bảo vệ môi trường Nam Cực.

## Công tác Chính trị và Hoạt động
Kể từ năm 1987 Cath Wallace đã là một giảng viên tại Đại học Victoria ở Wellington trong lĩnh vực kinh tế và chính sách công cộng tập trung vào môi trường. Bà là chủ tịch của Tổ chức Môi trường và Bảo tồn New Zealand (ECO)  trong hơn một thập kỷ. ECO là một mạng lưới của tổ chức phi lợi nhuận quan tâm đến vấn đề bảo tồn và môi trường. Cath Wallace vẫn còn là thành viên hội đồng quản trị của ECO. Bà là thành viên của Hội đồng IUCN, Liên minh Bảo tồn Thế giới trong hai nhiệm kỳ. Nhiệm vụ của bà là giữ chi phí môi trường trong các quyết định của quốc gia. Bà đẩy mạnh cải cách trong chính sách môi trường và năng lượng. Một phần trong các hoạt động của bà là dẫn đầu phong trào cùng với các nhà hoạt động khác chống lại việc kinh doanh mà đi ngược lại vấn đề quản lý tài nguyên. Hành động này rất quan trọng đối với việc bảo vệ tài nguyên thiên nhiên.
Ở ECO bà ủng hộ việc thay đổi luật thủy sản quốc gia để quản lý toàn bộ hệ sinh thái thay vì chỉ quản lý sau vụ thu hoạch cá. Wallace đã nghiên cứu những tác động của hệ thống quản lý hạn ngạch thủy sản của New Zealand và gây áp lực với Bộ Thủy sản để ngăn chặn việc vi phạm môi trường theo Luật Thủy sản New Zealand năm 1996. Wallace tiếp tục ủng hộ cho việc thực hiện các chính sách môi trường địa phương mạnh mẽ trên khắp New Zealand
Cath Wallace cũng là đồng sáng lập của chi nhánh New Zealand của Nam Cực và Nam Dương Coalition (ASOC) một liên minh quốc tế làm việc để bảo vệ tính toàn diện của Nam Cực và phủ nhận công ước Khoáng sản của Nam Cực. Gắn với ASOC bà vận động quốc tế không khai thác mỏ ở Châu Nam Cực. Một bước tiến quan trọng trong việc bảo vệ môi trường Nam Cực đã được thực hiện với Nghị định Nam Cực về môi trường. Giao thức đã nói rõ Nam Cực là"một khu bảo tồn thiên nhiên, dành cho hòa bình và khoa học". Nó còn được gọi là giao thức Madrid, thiết lập các quy tắc cho việc bảo vệ môi trường và cấm khai thác khoáng sản.